# Poisson de feu
Nemateleotris magnifica
Espèce
Statut de conservation UICN

 LC  : Préoccupation mineure
Le gobie de feu ou poisson de feu (Nemateleotris magnifica) est une espèce de poissons à nageoires rayonnées de la famille des Microdesmidae.

## Description

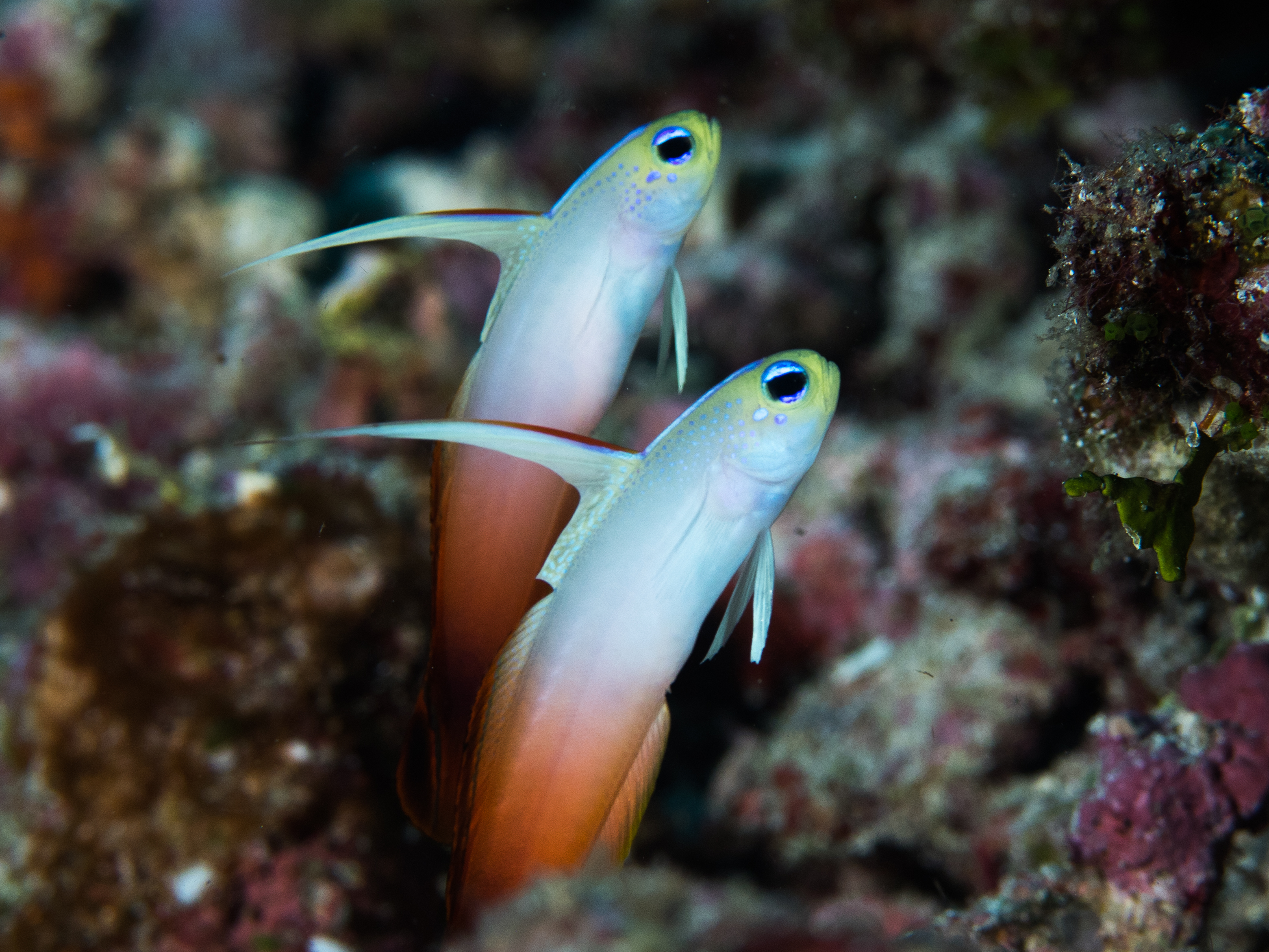
Couple de gobies de feu

Ce petit poisson mesurant de 8 à 9 cm de long vit dans les récifs coralliens et mange du zooplancton.
Il est clair près de la tête et il devient d'un orange plus soutenu  à mesure que l'on s'approche de la queue. Il a une nageoire dorsale vertical blanche et une zone caudale rouge orangé foncé.
Ce poisson se creuse un terrier dans le sable ou les débris de corail. À la moindre alerte, il se réfugie dans son abri.
Il se nourrit de zooplancton.
Ce gobie vit une relation symbiotique  avec les crevettes du genre Alpheus. La crevette s'occupe du terrier qu'elle habite avec le gobie qui lui fournit les restes de son repas.
Les adultes sont solitaires ou vivent en couple.

## Répartition
Le gobie de feu se trouve le long des côtes de l'Afrique de l'Est, dans l'océan Indien et dans l'océan Pacifique et vit dans les zones coralliennes entre 6 et 50 m de profondeur.

## Poisson de feu et l'Homme

### Aquariophilie
Cette espèce s'adapte très bien à la vie dans un bac récifal. C'est un poisson idéal pour un débutant en aquariophilie marine par sa maintenance très facile. 250 litres conviennent parfaitement pour un petit groupe de 3 ou 4 individus.
Si on leur crée une petite plage de sable avec un courant assez important, les gobies de feu retrouveront leur habitat idéal. Nemateleotris magnifica est très facile à nourrir, s'il y a des pierres vivantes, il complétera correctement son alimentation constituée dans un premier temps de proies vivantes et congelées, puis la nourriture sèche est parfaitement acceptée.

## Galerie

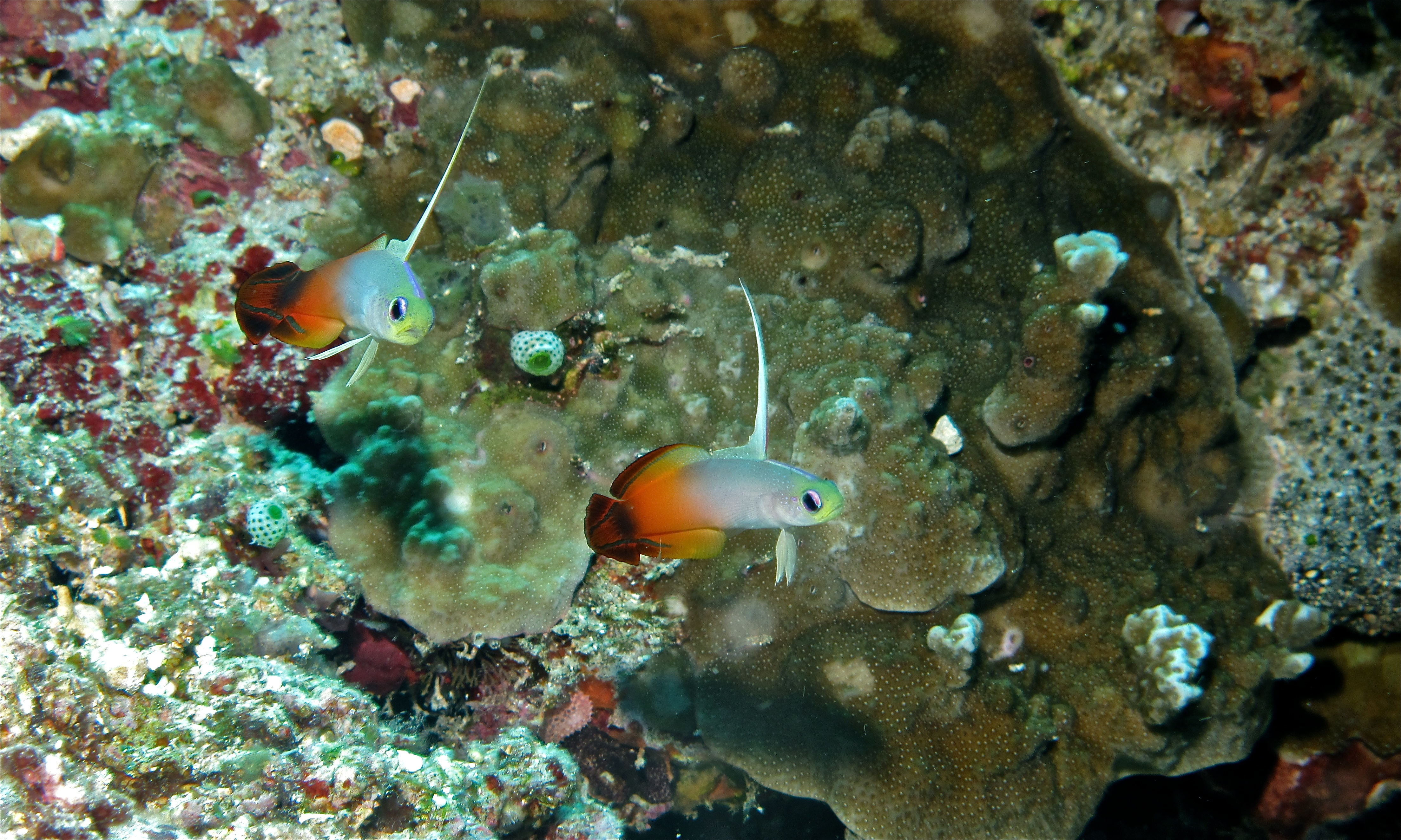
Nemateleotris magnifica (Célèbes, Indonésie)
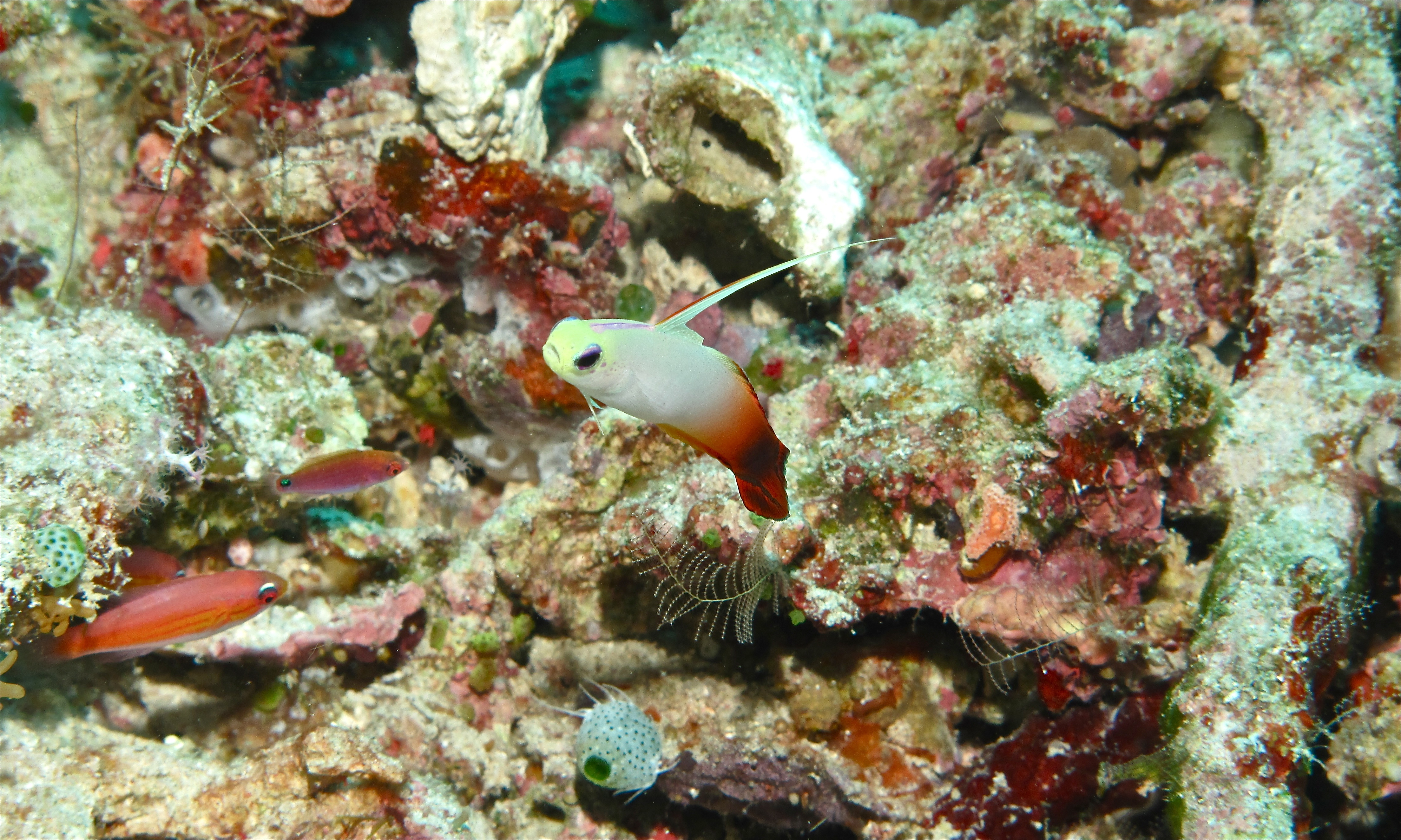
Nemateleotris magnifica (Célèbes, Indonésie)
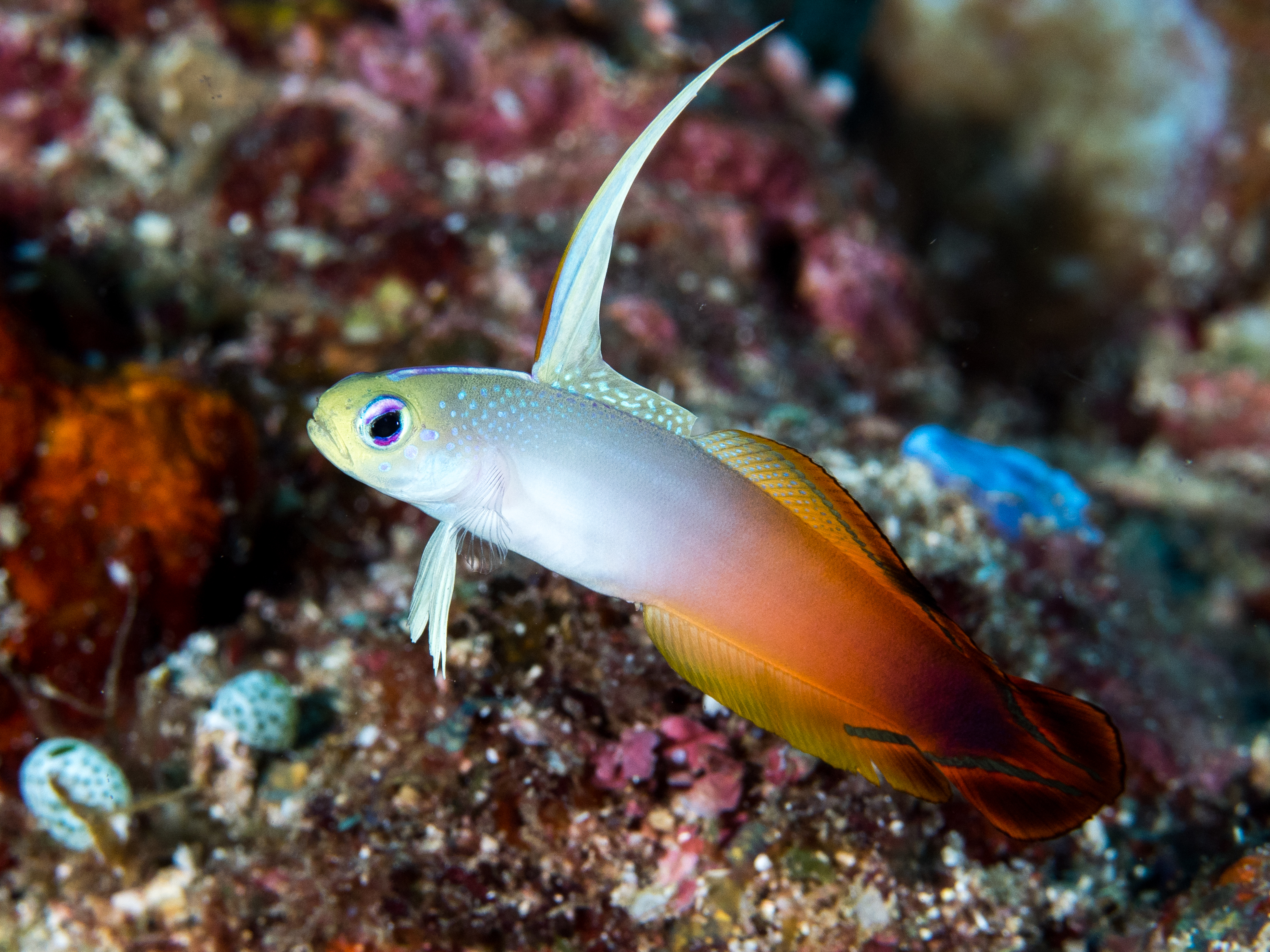
Nemateleotris magnifica (Indonésie)